# Bălțata, Bacău
Bălțata este un sat în comuna Sărata din județul Bacău, Moldova, România.

## Cadru geografic
Este situat în județul Bacău, Comuna Sărata. Amplasarea geografică îl încadrează în Subcarpații Moldovei, Culmea Pietricica, satul find situat aproape de contactul dintre Subcarpați și culoarul Siretului la o altitudine medie de 265 m. Este traversat de pârâul Bălțata, curs de apă permanent, cu zone în care poate dispărea în perioadele secetoase. Valea pârâului Bălțata prezintă o energie de relief de 220 m (diferență de nivel dintre cota maximă 480 m și minimă 260 m a versanților ce formează valea).

## Geologie
Din punct de vedere geologic satul Bălțata este situat in zone de molasa caracteristică Subcarpaților cu mențiunea ca în zona se întâlnesc conglomerate burdigaliene, mai cunoscut numite conglomerate de Pietricica. Există de asemenea gresii, argile și nisipuri însă predomină gresiile așezate în straturi cu grosimi și densități diferite. Pe versantul sudic al văii Bălțata întâlnim aflorimente de Silvină sau sare potasica (KCl), aflorimente ce apar mai pronunțat pe cealaltă parte a versantului ce corespunde satului Valea Seacă.